# Danh sách giải thưởng và đề cử của Arnold Schwarzenegger

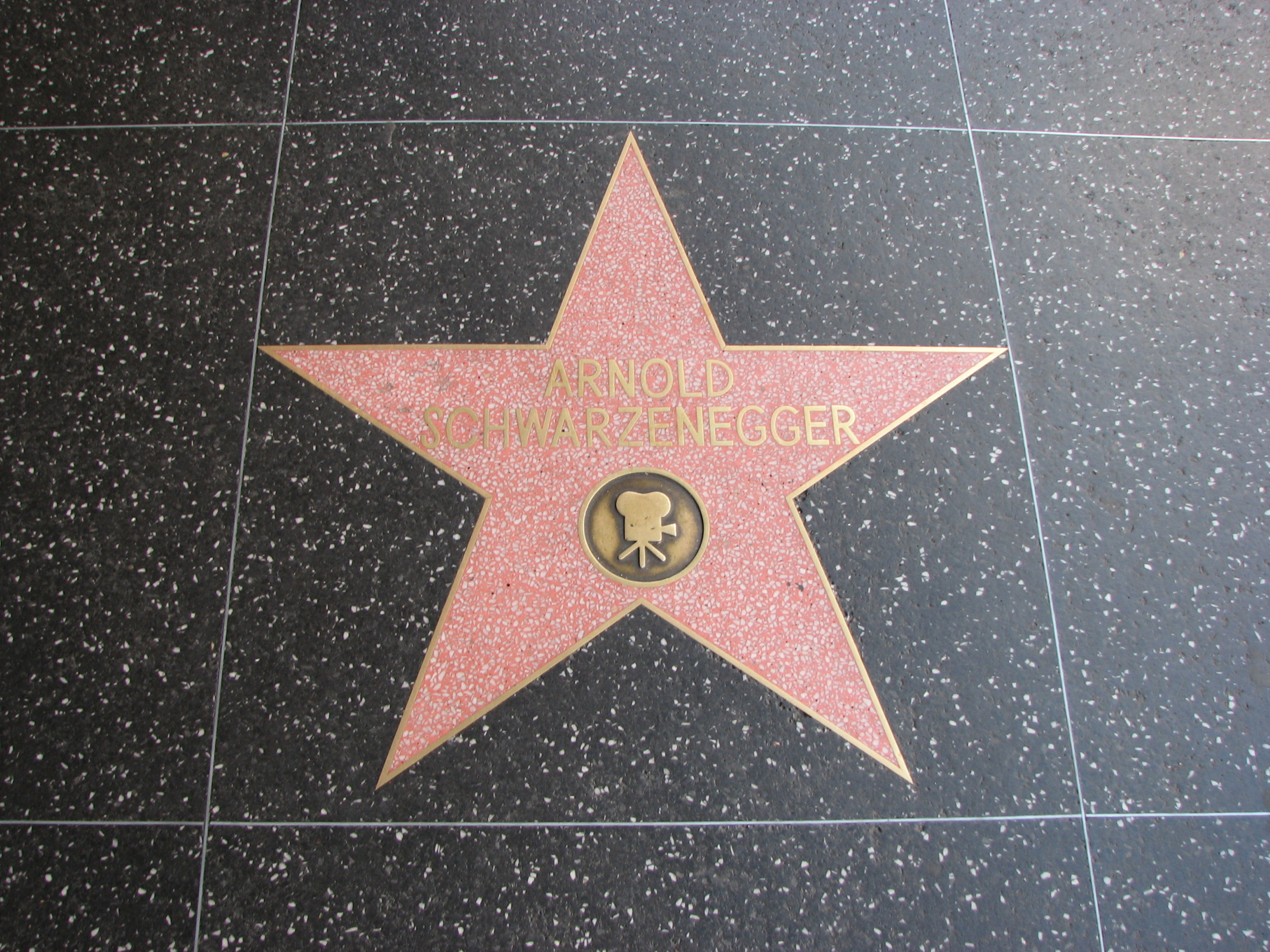
Ngôi sao của Arnold Schwarzenegger trên Đại lộ danh vọng Hollywood

Arnold Schwarzenegger là nam diễn viên đã đóng rất nhiều phim. Trong suốt sự nghiệp điện ảnh của mình, Schwarznegger đã được các đề cử và chiến thắng ở một số giải thưởng như một đề cử giải Quả cầu vàng, vài chiến thắng giải Nickelodeon Kids' Choice, một chiến thắng giải Mâm xôi vàng và một chiến thắng giải MTV Movie

## Giải thưởng và đề cử
| Giải Sao Thổ | Giải Sao Thổ               | Giải Sao Thổ | Giải Sao Thổ | Giải Sao Thổ                      |
| Năm          | Phim                       | Kết quả      | Giải thưởng  | Phân loại                         |
| ------------ | -------------------------- | ------------ | ------------ | --------------------------------- |
| 1985         | The Terminator             | Đề cử        | Giải Sao Thổ | Nam diễn viên chính xuất sắc nhất |
| 1988         | Predator                   | Đề cử        | Giải Sao Thổ | Nam diễn viên chính xuất sắc nhất |
| 1991         | Total Recall               | Đề cử        | Giải Sao Thổ | Nam diễn viên chính xuất sắc nhất |
| 1992         | Terminator 2: Judgment Day | Đề cử        | Giải Sao Thổ | Nam diễn viên chính xuất sắc nhất |
| 1994         | Last Action Hero           | Đề cử        | Giải Sao Thổ | Nam diễn viên chính xuất sắc nhất |
| 1995         | True Lies                  | Đề cử        | Giải Sao Thổ | Nam diễn viên chính xuất sắc nhất |
| 2001         | The 6th Day                | Đề cử        | Giải Sao Thổ | Nam diễn viên chính xuất sắc nhất |

| Giải Blockbuster Entertainment | Giải Blockbuster Entertainment | Giải Blockbuster Entertainment | Giải Blockbuster Entertainment | Giải Blockbuster Entertainment                           |
| Năm                            | Phim                           | Kết quả                        | Giải thưởng                    | Phân loại                                                |
| ------------------------------ | ------------------------------ | ------------------------------ | ------------------------------ | -------------------------------------------------------- |
| 1998                           | Batman & Robin                 | Đề cử                          | Giải Blockbuster Entertainment | Nam diễn viên phụ được yêu thích – Khoa học viễn tưởng   |
| 2000                           | End of Days                    | Đề cử                          | Giải Blockbuster Entertainment | Nam diễn viên chính được yêu thích – Khoa học viễn tưởng |

| Giải Quả cầu vàng | Giải Quả cầu vàng | Giải Quả cầu vàng | Giải Quả cầu vàng | Giải Quả cầu vàng                                                      |
| Năm               | Phim              | Kết quả           | Giải thưởng       | Phân loại                                                              |
| ----------------- | ----------------- | ----------------- | ----------------- | ---------------------------------------------------------------------- |
| 1977              | Stay Hungry       | Chiến thắng       | Quả cầu vàng      | Diễn viên mới nổi xuất sắc nhất – Nam                                  |
| 1995              | Junior            | Đề cử             | Quả cầu vàng      | Diễn xuất tốt nhất cho nam diễn viên trong phim điện ảnh – Hài/Âm nhạc |

| Giải Nickelodeon Kids' Choice | Giải Nickelodeon Kids' Choice | Giải Nickelodeon Kids' Choice | Giải Nickelodeon Kids' Choice | Giải Nickelodeon Kids' Choice |
| Năm                           | Phim                          | Kết quả                       | Giải thưởng                   | Phân loại                     |
| ----------------------------- | ----------------------------- | ----------------------------- | ----------------------------- | ----------------------------- |
| 1989                          | Twins                         | Chiến thắng                   | Giải Kids' Choice             | Nam diễn viên ưa thích        |
| 1991                          | Kindergarten Cop              | Chiến thắng                   | Giải Blimp                    | Nam diễn viên ưa thích        |

| Giải MTV Movie | Giải MTV Movie             | Giải MTV Movie | Giải MTV Movie | Giải MTV Movie                  |
| Năm            | Phim                       | Kết Quả        | Giải thưởng    | Phân loại                       |
| -------------- | -------------------------- | -------------- | -------------- | ------------------------------- |
| 1992           | Terminator 2: Judgment Day | Chiến thắng    | Giải MTV Movie | Diễn xuất xuất sắc nhất cho nam |
| 1995           | True Lies                  | Đề cử          | Giải MTV Movie | Nụ hôn đẹp nhất                 |
| 1995           | True Lies                  | Đề cử          | Giải MTV Movie | Đoạn khiêu vũ đẹp nhất          |

| Giải Mâm xôi vàng | Giải Mâm xôi vàng           | Giải Mâm xôi vàng | Giải Mâm xôi vàng | Giải Mâm xôi vàng                                                 |
| Năm               | Phim                        | Kết quả           | Giải thưởng       | Phân loại                                                         |
| ----------------- | --------------------------- | ----------------- | ----------------- | ----------------------------------------------------------------- |
| 1983              | Conan the Barbarian         | Đề cử             | Giải Mâm xôi vàng | Nam diễn viên chính tệ nhất                                       |
| 1994              | Last Action Hero            | Đề cử             | Giải Mâm xôi vàng | Nam diễn viên chính tệ nhất                                       |
| 1998              | Batman & Robin              | Đề cử             | Giải Mâm xôi vàng | Nam diễn viên phụ tệ nhất                                         |
| 2000              | End of Days                 | Đề cử             | Giải Mâm xôi vàng | Nam diễn viên chính tệ nhất                                       |
| 2001              | The 6th Day                 | Đề cử             | Giải Mâm xôi vàng | Nam diễn viên chính tệ nhất                                       |
| 2001              | The 6th Day                 | Đề cử             | Giải Mâm xôi vàng | Nam diễn viên phụ tệ nhất                                         |
| 2001              | The 6th Day                 | Đề cử             | Giải Mâm xôi vàng | Đôi nhân vật tệ nhất                                              |
| 2005              | Around the World in 80 Days | Đề cử             | Giải Mâm xôi vàng | Nam diễn viên phụ tệ nhất                                         |
| 2005              | Nhiều phim                  | Chiến thắng       | Giải Mâm xôi vàng | Người thua Giải Mâm xôi vàng nhiều nhất trong 25 năm đầu của giải |

| Giải Lựa chọn của thiếu niên | Giải Lựa chọn của thiếu niên       | Giải Lựa chọn của thiếu niên | Giải Lựa chọn của thiếu niên | Giải Lựa chọn của thiếu niên                 |
| Năm                          | Phim                               | Kết quả                      | Giải thưởng                  | Phân loại                                    |
| ---------------------------- | ---------------------------------- | ---------------------------- | ---------------------------- | -------------------------------------------- |
| 2004                         | Terminator 3: Rise of the Machines | Đề cử                        | Giải Lựa chọn của thiếu niên | Nam diễn viên chính – Bi/Hành động phiêu lưu |

### Các giải thưởng đặc biệt
| Năm  | Lễ kỷ niệm                         | Giải thưởng                                         |
| ---- | ---------------------------------- | --------------------------------------------------- |
| 1985 | ShoWest Convention                 | Giải thưởng đặc biệt – Ngôi sao quốc tế của năm     |
| 1987 | Đại lộ Danh vọng Hollywood         | Ngôi sao điện ảnh (ngôi sao thứ 1,847)              |
| 1992 | Giải Sao Thổ                       | Thành tựu trọn đời                                  |
| 1992 | Giải Nickelodeon Kids' Choice      | Hall of Fame                                        |
| 1993 | ShoWest Convention                 | Giải thưởng đặc biệt – Ngôi sao quốc tế của thập kỷ |
| 1996 | Giải Bambi                         | Phim – Quốc tế                                      |
| 1996 | Giải trái táo vàng                 | Ngôi sao của năm                                    |
| 1997 | ShoWest Convention                 | Giải thưởng vì nhân đạo                             |
| 1997 | Caméra d'Or                        | Caméra d'Or                                         |
| 1998 | American Cinematheque Gala Tribute | Giải thưởng American Cinematheque                   |
| 1998 | Giải Blockbuster Entertainment     | Giải Nghệ sĩ thế giới                               |
| 2001 | Giải Taurus World Stunt            | Giải Taurus Danh dự                                 |
| 2004 | Liên hoan phim Cinequest           | Giải thưởng Maverick Tribute                        |